# Tauraco leucotis
Il turaco guancebianche (Tauraco leucotis Rüppell, 1835) è un uccello della famiglia Musophagidae.

## Sistematica
Tauraco leucotis ha due sottospecie:
- Tauraco leucotis leucotis
- Tauraco leucotis donaldsoni

## Distribuzione e habitat
Questo uccello vive in: Sudan, Eritrea, Etiopia e Somalia.